# Керол Ен Ли
Керол Ен Ли (енгл. Carol Ann Lee; Вејкфилд, 20. март 1969) енглески је аутор и биограф, са највише пажње посвећене Ани Франк, али и злочинима Мајре Хиндли и Ијана Бредија, починиоца мурских убистава.

## Биографија
Керол Ен Ли је рођена 20. марта 1968. у Вејкфилду, грофовији Западни Јоркшир у Уједињеном Краљевству. Актуелна је председница Женског института Вилберфос. У питању је удружење жена које време проводе заједно бавећи се кућним и рекреативним пословима (печење колача, аранжирање цвећа, играње салсе, активности на Фејсбуку). Током боравка у Холандији за време којег је дорадила своју књигу, тада двадесетосмогодишња Ен упознала је свог мужа и преселила се у Амстердам. Ипак, брак није успео, те су се она и њен син Ривер, рођен 2000, вратили 2005. у Енглеску преселивши се у јоркширско село Вилберфос. Данас је она самохрана мајка.
Почела је да чита са пет година и већ тада је знала да жели да буде писац. Као млађа од десет година, Лијева се заинтересовала за Ану Франк. Сакупљала је прва издања Аниног дневника на сваком доступном језику. Иако није Јеврејка, њено интересовање се убрзо проширило на цео Холокауст. Желећи да сазна што више о овој теми, истраживала је. Исфрустрирана чињеницом да се о Франковој није могло наћи доста информација из периода пре Другог светског рата, Керол Ен Ли је са дванаест година одлучила да ће писати о Ани и њеном животу. Када је имала шеснаест година, написала је књигу, али ју је издавач одбио јер није била пунолетна. Дорадила ју је током боравка у Холандији и 2000. спремила коначну верзију.

## Каријера
Прва три поглавља дорађене књиге Керол Ен је послала у Лондон на оцену. Седам дана касније позвана је да потпише уговор. Изјавила је да је била веома одушевљена, јер се у то време доста писало о Холокаусту, те је конкуренција била огромна. У међувремену, ступила је у контакт са Бадијем Елијасом, јединим преживелим Аниним блиским рођаком, затраживши од њега дозволу за издавање књиге. Уз дозволу, Бади је Лијевој поклонио две јапанске лутке, које је овом поклонио Ото Франк, и упутио је на издаваћку кућу Пенгвин букс (енгл. Penguin Books). Три године раније, Лијева је завршила историју уметности и дизајна на Универзитету Манчестер и интервјуисала жртве Холокауста радећи у манчестерском Музеју Јевреја.
Једно од новијих Керолиних издања, Evil Relations, номиновано је за награду Златни бодеж за неизмишљено дело. Написана у сарадњи са Дејвидом Смитом, главним сведоком у случају мурских убистава, књига детаљно описује Смитову причу. Како се од скорије интензивно бави кривичним поступцима, Лијева је 2012. објавила књигу A Fine Day for a Hanging, која представља детаљно истраживање o Рут Елис, последњој жени осуђеној на вешање у историји Уједињеног Краљевства.
Представљене су чињенице о Рутином суђењу за убиство Дејвида Блејкелија, као и о самом извршењу смртне казне 1955. Прва Енина књига на енглеском, Roses from the Earth, преведена је на преко петнаест језика. Истиче да се поноси књигом One of Your Own о убици Мајри Хиндли, јер је из ње искључила сва лична осећања и причу испричала досад нечувеним гласовима. За пролеће 2014. године најављена је Керолина нова књига Blood Guilt о убиству фармерске породице у Есексу 7. августа 1985.

## Књиге
- Roses from the Earth: The Biography of Anne Frank. London: Penguin Books. 2000. ISBN 978-0-14-027628-2..
- Random House of Canada, Toronto. Lee, Carol (2001). Crooked Angels. Century. ISBN 978-0-7126-6998-6..
- Anne Frank's Story. London: Puffin Books. 2001. ISBN 978-0-14-130926-2..
- Uitgeverij Balans, Amsterdam. Lee, Carol Ann (2002). Anne Frank 1929-1945. Balans. ISBN 978-90-5018-532-5..
- The Hidden Life of Otto Frank. London: Penguin Books. 2003. ISBN 978-0-06-052083-0..
- Uitgeverij Archipel, Amsterdam. Lee, Carol Ann (2005). Begraven als een koning. Archipel. ISBN 978-90-6305-160-0..
- Anne Frank and the Children of the Holocaust. Puffin Books. 2006. ISBN 978-0-14-131963-6..
- (коаутор). A Friend Called Anne. Puffin Books. 2007. ISBN 978-0-670-05958-4..
- Harper Perennial. Lee, Carol Ann (2007). The Winter of the World. London. ISBN 978-0-06-123881-9..
- Uitgeverij Archipel, Amsterdam. Kom Terug. 2008. ISBN 978-90-6305-348-2..
- One of Your Own: The Life and Death of Myra Hindley. Edinburgh: Mainstream. 2011. ISBN 978-1-84596-701-7..
- Smith, David; Lee, Carol Ann (2012). Evil Relations: The Man Who Bore Witness Against the Moors. Edinburgh: Mainstream. ISBN 978-1-78057-539-1..
- Lee, Carol Ann (2012). A Fine Day for a Hanging: The Real Ruth Ellis Story. Edinburgh: Mainstream Publishing Company, Limited. ISBN 978-1-78057-526-1..
- Lee, Carol Ann (2014). Blood Guilt: The White House Farm Murders. Edinburgh: Mainstream Publishing Company, Limited. ISBN 978-1-78057-614-5..